# تريسي والتر
تريسي والتر (بالإنجليزية: Tracey Walter)‏ هو ممثل أمريكي، ولد في 25 نوفمبر 1947 بجيرسي سيتي في الولايات المتحدة.

## أعمال

### أفلام
- (1977) آني هال
- (1983) رومبل فيش
- (1984) كونان المدمر
- (1989) باتمان[4][5][6]
- (1990) وايلد ات هارت
- (1991) صمت الحملان[7][8]
- (1991) معاطف المدينة[9][10]
- (1993) عاموس واندرو
- (1993) فيلادلفيا[11]
- (1995) قبضة نجم الشمال
- (1996) ماتيلدا[12]
- (1996) يوم الاستقلال[13][14]
- (1999) رجل على القمر[15]
- (2000) إيرين بروكوفيتش[16]
- (2016) 31[17]

### مسلسلات
- عقول إجرامية
- فرقة العدالة
- فيرونيكا مارس
- كولد كيس
- مراهقو التايتنز

## وصلات خارجية
- تريسي والتر على موقع IMDb (الإنجليزية)
- تريسي والتر على موقع ألو سيني (الفرنسية)
- تريسي والتر على موقع أول موفي (الإنجليزية)
- تريسي والتر على موقع قاعدة بيانات الأفلام السويدية (السويدية)
- تريسي والتر على موقع إن إن دي بي (الإنجليزية)
- تريسي والتر على موقع قاعدة بيانات الفيلم (الإنجليزية)
- تريسي والتر على موقع كينوبويسك (الروسية)